# دالیا (اسرائیل)
دالیا (به لاتین: Dalia) یک منطقهٔ مسکونی در اسرائیل است که در شورای منطقه‌ای مگیدو واقع شده‌است.